# Conopeum spiculata
Conopeum spiculata is een mosdiertjessoort uit de familie van de Electridae. De wetenschappelijke naam van de soort is voor het eerst geldig gepubliceerd in 1928 door Canu.